# Casterner de les Olles
El poble de Casterner de les Olles pertany a l'antic terme d'Espluga de Serra, de la comarca de l'Alta Ribagorça, agregat el 1970 al terme municipal de Tremp, de la del Pallars Jussà. Pertany, per tant, administrativament, a aquesta darrera comarca.
Entre 1812, a ran de l'aplicació de la Constitució de Cadis, i febrer del 1847, Casterner de les Olles formà ajuntament, que desaparegué en fixar-se que el nombre de veïns (caps de família) havia de sobrepassar els 30, per mantenir la independència municipal. En aquell moment s'uní a Espluga de Serra, juntament amb Aulàs, Castellet, Llastarri, els Masos de Tamúrcia i la Torre de Tamúrcia. Prèviament, ja s'havia agregat a Casterner de les Olles l'ajuntament d'Enrens i Trepadús, el qual, tanmateix, quedà molts anys en una posició ambigua. El 1847, però, a la llista d'agregacions d'ajuntaments, surt Casterner de les Olles i la quadra d'Enrens i Trepadús.
La seva església, dedicada a sant Llorenç, havia tingut el caràcter de parroquial, i en depenien com a sufragànies les esglésies de Llastarri i Enrens i Trepadús. Més modernament, però, passà a dependre de Sopeira, i les dues darreres foren adscrites a Viu de Llevata. Sant Llorenç de Casterner de les Olles fou consagrada el 1349. Fou comprada, juntament amb el castell de Casterner, per l'abat d'Alaó, que es feu així amb el senyoriu del lloc.
Del castell de Casterner, ara per ara no se'n sap gran cosa més, ni on era emplaçat.
Una part del poble, amb les cases i l'antic hostal de Borrugat, o Barrugats, ha quedat sota les aigües del pantà d'Escales. També en aquesta zona anegada hi degué haver l'església de Sant Andreu d'Escales, que depenia del monestir d'Alaó.

## Etimologia
Casterner és la solució romànica de l'expressió llatina castrum nigrum (castell negre). Hi ha dos pobles a la vall de la Noguera Ribagorçana amb aquest nom, i tots dos són en un lloc acinglerat la roca dels quals és ben fosca (roca eruptiva de color verd fosc, en el cas que ara s'està explicant), i en tots dos hi ha rastres o documentació de l'antic castell. La segona part del topònim, de les Olles es refereix, molt probablement, a una antiga indústria de terrissa artesanal existent en aquell poble, propiciada pel material extret del riu proper.

## Història
En el cens de 1359, Casterner de les Olles figura dins de la Vegueria del Pallars, sota domini de l'abat d'Alaó, i hi consten 5 focs (uns 30 habitants). En el Fogatge del 1553 hi consten 3 focs (uns 15 habitants). El 1831 ja consta, dins del Corregiment de Talarn, només amb 15 habitants i encara senyoriu del monestir d'Alaó; vers 1900 hi són esmentats 11 edificis, amb 22 habitants. El 1960 encara tenia 16 habitants, i el 2010 només n'hi consta com a censat un.
Pascual Madoz, autor del Diccionario geográfico..., publicat el 1845, diu a la seva obra que Castarné de la Ollas era una localitat amb ajuntament; tenia 6 cases, la meitat unides i l'altra meitat repartides pel terme, totes d'un sol pis i mala distribució. L'església era annexa a la de Sopeira, i havia pertangut al abadiato de Ntra. Sra. de la O (d'Alaó). El cementiri era al costat de l'església, però estava ventilat. Hi descriu dues cases més avall del poble (per tant, ara sota les aigües del pantà): l'hostal de Borrugat i la casa dita Sant Andreu. El terreny del terme és muntanyós, aspre, trencat i en general de mala qualitat, amb poc bosc i molt de matoll i roques. Només s'hi treballen 32 jornals, que cal llaurar amb bous. També n'hi ha tres de regadiu. S'hi feia blat, ordi, sègol, patates, llegums i pastures; hi havia ovelles, cabres i bous per a llaurar. Hi havia també caça de conills, perdius i llops. Finalment, diu que a Casterner de les Olles hi vivien 4 veïns (caps de família) i 25 ànimes (habitants).